# Gibraltár címere

Gibraltár címere

Gibraltár címere egy vörös és fehér színű barokk pajzs, rajta egy háromtornyú várral, amelynek középső kapujából egy aranyszínű kulcs lóg alá. A pajzs alatt sárga szalagon olvasható a terület mottója: „Montis Insignia Calpe” (Calpe hegyének jele). A címert 1502-ben adományozta I. Izabella kasztíliai királynő. 